# (1279) Uganda
(1279) Uganda ist ein Asteroid des Hauptgürtels, der am 15. Juni 1933 vom südafrikanischen Astronomen Cyril V. Jackson in Johannesburg entdeckt wurde. 
Der Asteroid ist nach dem ostafrikanischen Land Uganda benannt.